# Baishe, Jiangxi
Baishe är en köping i Kina. Den ligger i provinsen Jiangxi, i den sydöstra delen av landet, omkring 190 kilometer söder om provinshuvudstaden Nanchang. Antalet invånare är 36 830. Befolkningen består av 17 494 kvinnor och 19 336 män. Barn under 15 år utgör 23,0 %, vuxna 15-64 år 70 %, och äldre över 65 år 6,0 %.
Runt Baishe är det ganska tätbefolkat, med 139 invånare per kvadratkilometer. Baishe är det största samhället i trakten. I omgivningarna runt Baishe växer i huvudsak blandskog.
Genomsnittlig årsnederbörd är 2 261 millimeter. Den regnigaste månaden är maj, med i genomsnitt 345 mm nederbörd, och den torraste är oktober, med 22 mm nederbörd.